# Дядовци
Дя̀довци е село в Южна България, община Ардино, област Кърджали.

## География
| Население по години | Население по години |
| ------------------- | ------------------- |
| 1934 г.             | 786 души            |
| 1946 г.             | 832 души            |
| 1956 г.             | 677 души            |
| 1975 г.             | 230 души            |
| 1985 г.             | 295 души            |
| 1992 г.             | 127 души            |
| 2001 г.             | 100 души            |
| 2011 г.             | 90 души             |
| 2019 г.             | 112 души            |

Село Дядовци се намира в източната част на Западните Родопи, на около 10 км западно от границата им с Източните Родопи, на около 21 km западно от центъра на град Кърджали и 4 km северно от град Ардино. До селото води път от град Ардино.

## История
Селото – тогава с име Деделер – е в България от 1912 г. Преименувано е на Дядовци с министерска заповед № 3775, обнародвана на 7 декември 1934 г.
Към 31 декември 1934 г. към село Дядовци спадат махалите Аша махле, Гегелер, Вила (Мюнзилер махле), Исламлар, Красава (Донаджилар махле), Терзилер, Хаджи Куралъ и Хатиплер. 
Във фондовете на Държавния архив Кърджали се съхраняват документи от съответни периоди на/за:
- Списък на фондове от масив „K“:

– Частно турско училище – с. Дядовци (Деделер), Кърджалийско; фонд 75K; 1930 – 1933; Промени в наименованието на фондообразувателя:
> Частно турско училище – с. Деделер, Кърджалийско (1930 – 1934);
> Частно турско училище – с. Дядовци, Кърджалийско (1934 – 1944);
- Списък на фондове от масив „С“:

– Групов фонд на детски градини от община Ардино – села Дядовци, Търносливка и Чубрика; фонд 1349; 1976 – 1985; Промени в наименованието на фондообразувателя:
> Групов фонд на детски градини от Община Ардино – села Дядовци, Търносливка и Чубрика (1975–).

## Население
Преброяване на населението през 2011 г.
Численост и дял на етническите групи според преброяването на населението през 2011 г.:
|                     | Численост | Дял (в %) |
| Общо                | 90        | 100,00    |
| Българи             | 0         | 0,00      |
| Турци               | 90        | 100,00    |
| Цигани              | 0         | 0,00      |
| Други               | 0         | 0,00      |
| Не се самоопределят | 0         | 0,00      |
| Неотговорили        | 0         | 0,00      |

## Религии
Религията, изповядвана в селото, е ислям.

## Обществени институции
Село Дядовци към 2020 г. е център на кметство Дядовци.
В селото към 2020 г. има джамия.

## Културни и природни забележителности
На около километър северозападно от село Дядовци се намира Дяволският мост на река Арда, до който продължава пътят от град Ардино.